# St. Georg (Hopsten)

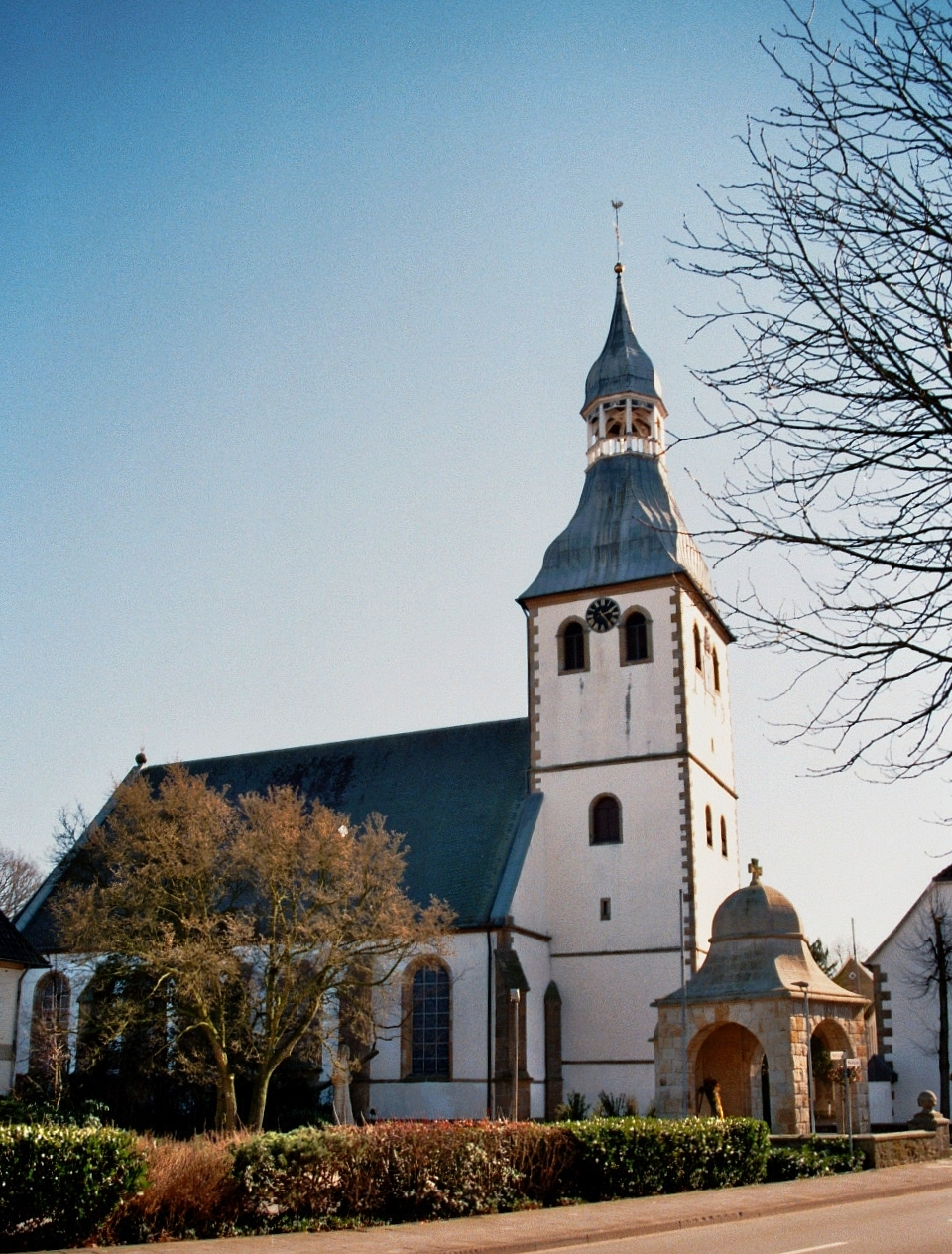
Blick auf die Kirche St. Georg

Die römisch-katholische Kirche St. Georg in Hopsten ist die Pfarrkirche der gleichnamigen Gemeinde in Hopsten. Die Kirchengemeinde entstand 1538 aus einer Abpfarrung der Kirche von Schapen, das aufgrund der Reformation evangelisch wurde. Zuvor bestand am Standort schon ein  Kirchengebäude als Filialkirche zu der Schapener Kirchengemeinde. 1732 bis 1736 wurde die Kirche zu großen Teilen völlig neu im barocken Stil errichtet. Der Kirchturm wurde 1749 ergänzt. Heute zählt sie zu den wenigen Barockkirchen in Westfalen und stellt mit ihrer Geschichte eine Besonderheit im Großraum Münster/Osnabrück dar.

## Geschichte

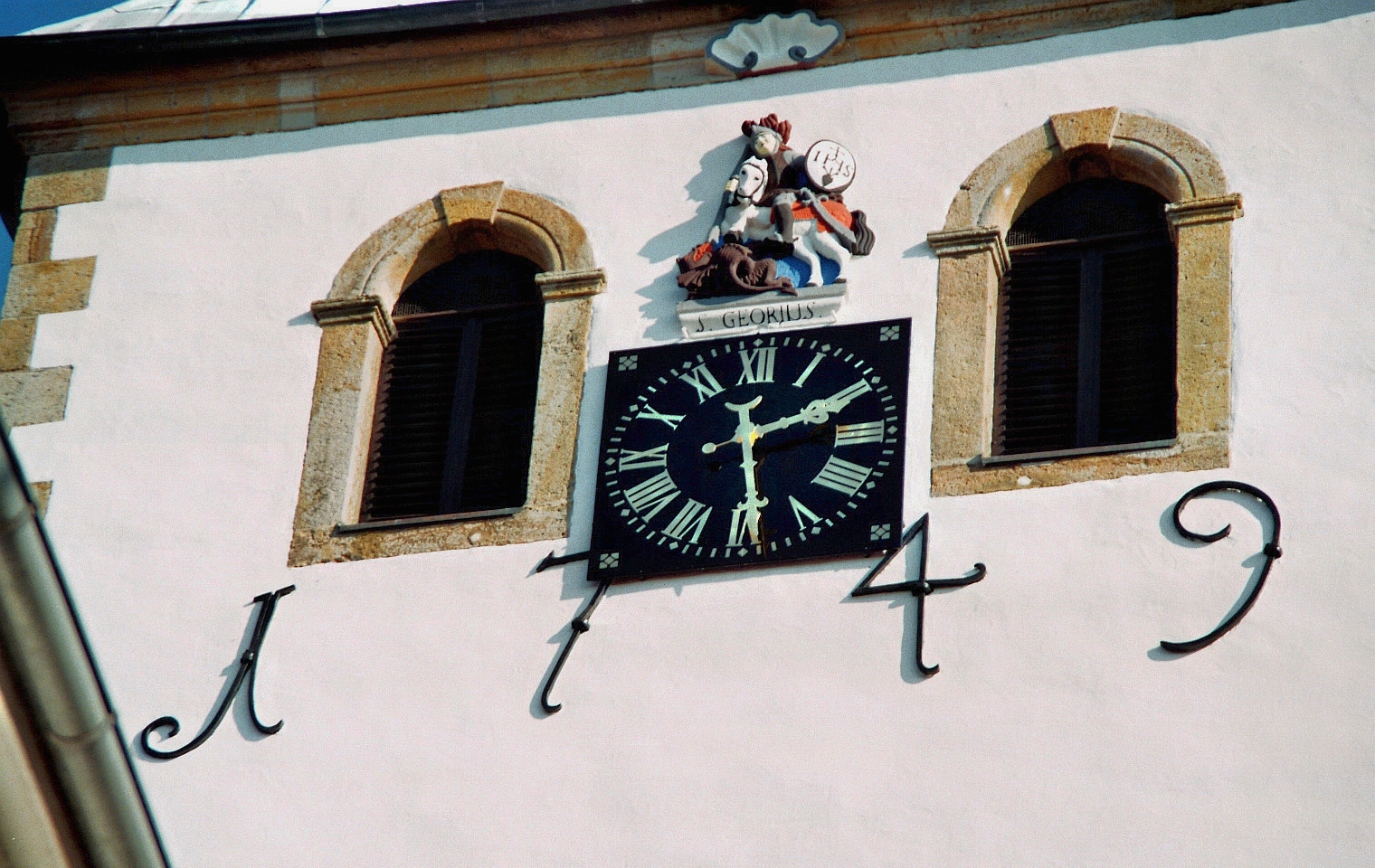
Turmuhr

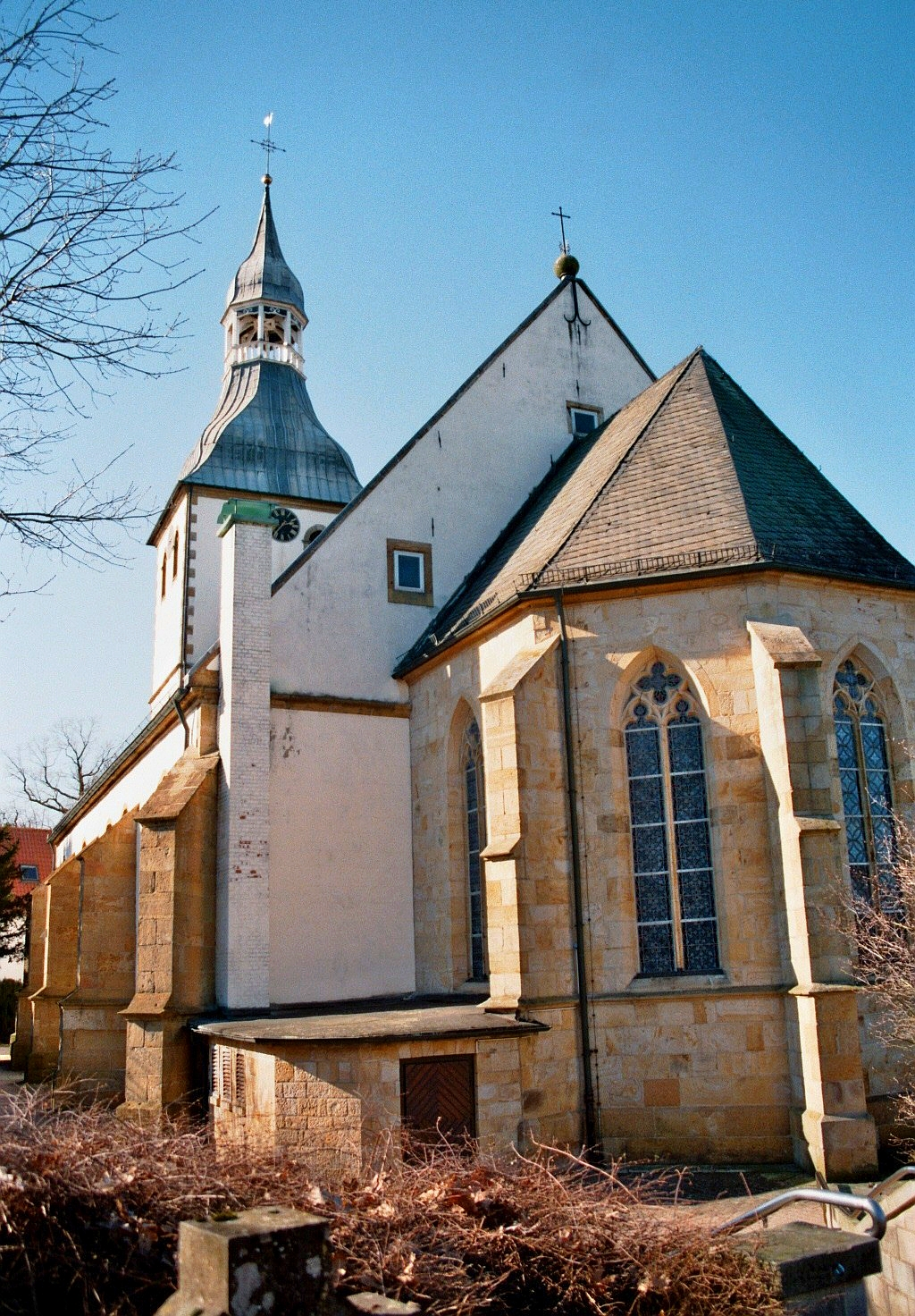
Kirche mit der Chorraumerweiterung von 1867

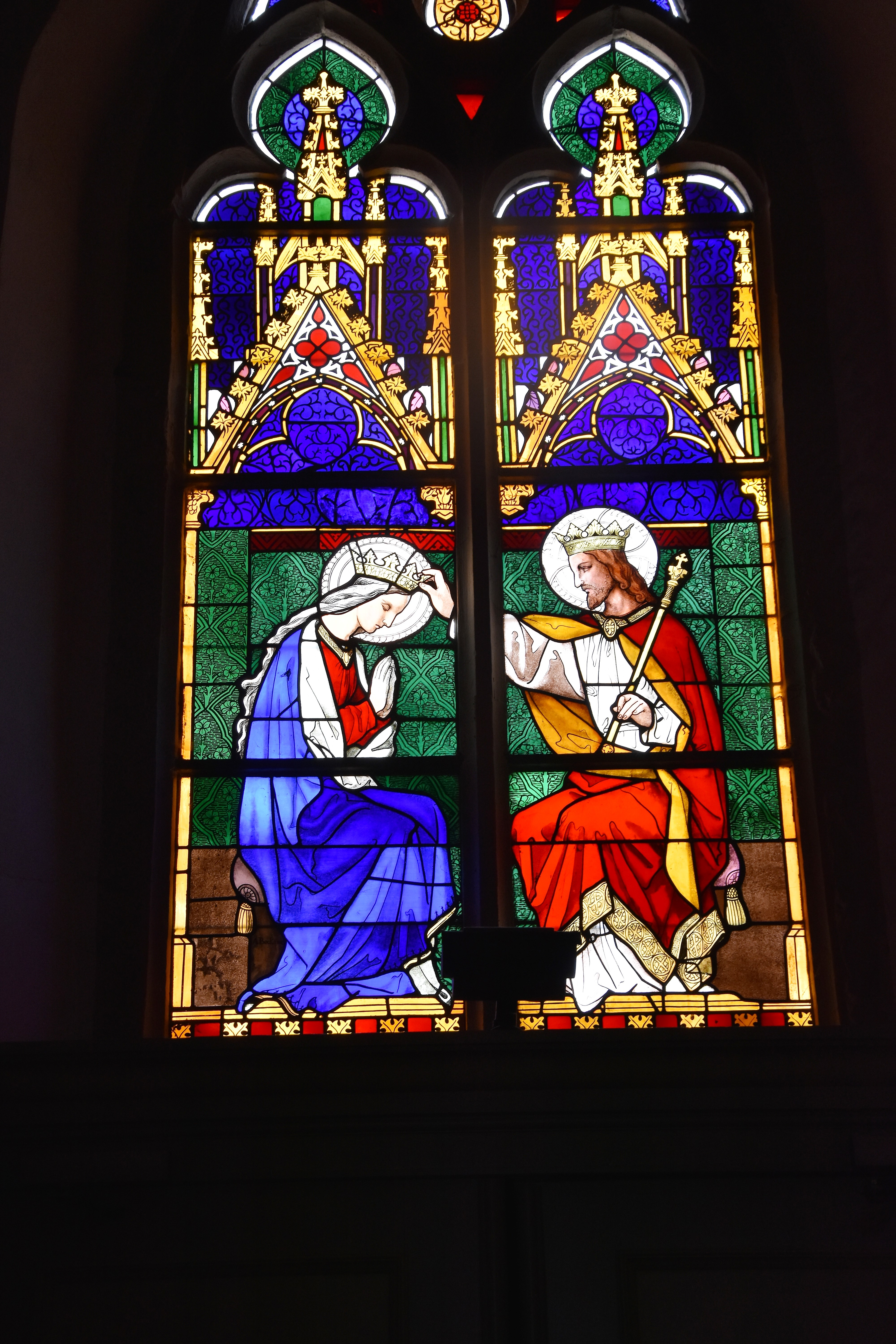
Kirchenfenster Krönung Mariens unten im Kirchturm zur Marktseite

### Filialkirche von Schapen
Seit der Gründung der Schapener Kirche 785 gehörten alle Bewohner des Hopstener Gebietes zur Schapener Kirchengemeinde. Bereits 1343 wurde eine weitere Kapelle im Gebiet in einer Urkunde des Grafen Nikolaus von Tecklenburg erwähnt, die das Patronats- und Präsentationsrecht des Abtes von Werden zu der Mutterkirche in Schapen sanktionierte. Der genaue Standort der Kirche ist ungeklärt. Vermutet wird der heutige Standort oder das Haus Nieland.

### Die Trennung von Schapen
Die politische Trennung von Schapen fand bereits 1400 mit der Abtretung des Gebietes des heutigen Hopstens statt. Der Graf Nikolaus der II. verlor neben der Herrschaft Bevergern auch die Hälfte des Kirchspiels Schapens (Hopsten) an den Bischof von Münster.
Kurz vor Beginn der Reformation in Schapen stifteten Matthaeus von Münster, Herr zu Vortlage, und seine Frau Anna 1536 der Kapelle zum hl. Georg in Hopsten ein Benefizium zu Ehren der hl. Anna. Dieses kann als Anlass zur Abpfarrung zwei Jahre später gesehen werden. Mit der Loslösung 1538 wurde der Taufstein angeschafft, der noch heute in der Kirche steht.
Mit der Reformation in Schapen wuchsen die mit der Abpfarrung einhergehenden Spannungen. Die Kirche unterstand faktisch noch immer dem Grafen von Tecklenburg, jedoch lag sie auf dem Gebiet des Hochstift Münster. Der Graf wollte die Reformation nun auch in Hopsten einführen, erfolglos, da der Fürstbischof von Münster und Osnabrück dies ablehnte. Während die Nachbardörfer Recke, Schapen, Freren, Schale, Mettingen und Ibbenbüren reformiert wurden, blieb Hopsten katholisch.

### Bau der heutigen Kirche
Der Vorgängerbau der heutigen Kirche wurde schon 1695 beim Bischof von Münster als zu klein für die Zahl der Gläubigen gemeldet. Doch blieb dieser Ruf des Pfarrers Joes Gerlacus van Tongeren ungehört.
Erst 1732 wurde Geld zum Bau einer größeren Kirche bewilligt. Die Sandsteine der Fenstereinfassungen wurden vom Huckberg in Bevergern besorgt. 1734 wurde der Bau fertiggestellt.

### Turmbau
Bei dem Bau der heutigen Kirche wurde der Kirchturm der Vorgängerkirche 1732/74 zunächst weitergenutzt. Als 1749 genug Geld zusammengekommen war, wurde der Turm in seine bis heute erhaltene Form und Höhe von 48 Metern gebracht.

### Chorraumerweiterung 1867
Unter Pfarrer Stumpf konnte die Kirche nicht mehr die wachsende Anzahl von Gemeindemitgliedern fassen, so dass der Chorraum erweitert wurde. Dieser schließt sich in Ibbenbürener Sandstein gehalten auf der Friedhofsseite der Kirche an. Gleichzeitig wurde der barocke Hochaltar durch einen neugotischen Altar ersetzt. Von diesem Altar ist – in einem Seitenaltar der heutigen Kirche – das Bild der Himmelfahrt Mariens erhalten. Die Kanzel, von der ein paar Jahre zuvor Wilhelm Emmanuel von Ketteler gepredigt hatte, wurde in das benachbarte Spelle verkauft.

### Außenanstrich 1961
1961 wurde die Kirche außen weiß gestrichen. Bislang war der Außenputz nicht gestrichen, sondern im originalen Grau des Putzes gehalten. Außerdem wurden die Sandsteinfassungen der Fenster und Türen aufgearbeitet.

### Rückkehr der Kettelerkanzel
1972 kaufte man die 1867 nach Spelle verkaufte Kanzel zurück und fügte sie nach Restaurierung durch Fa. Jetter, Zwillenbrock, wieder in die Kirche ein. Nach dem Abriss der Speller Kirche passte die alte Kanzel nicht mehr in die neu erbaute moderne Kirche.

## Architektur

### Turm
Der 48 Meter hohe Kirchturm besitzt ein Dach in Zwiebelform mit einer Laterne. Im Oktober 1974 wurde das eiserne Turmkreuz mit einem Autokran abgenommen und restauriert. Hierbei wurden auch ein Einschussloch in der Turmkugel aus den letzten Kriegstagen beseitigt. Während der Kämpfe in Hopsten hatte, sich dort ein britischer Beobachtungsposten befunden der von deutschen Soldaten beschossen wurde. Das restaurierte Kreuz wurde am 8. November 1974 mit Hilfe eines Autokrans wieder aufgesetzt.

## Orgel

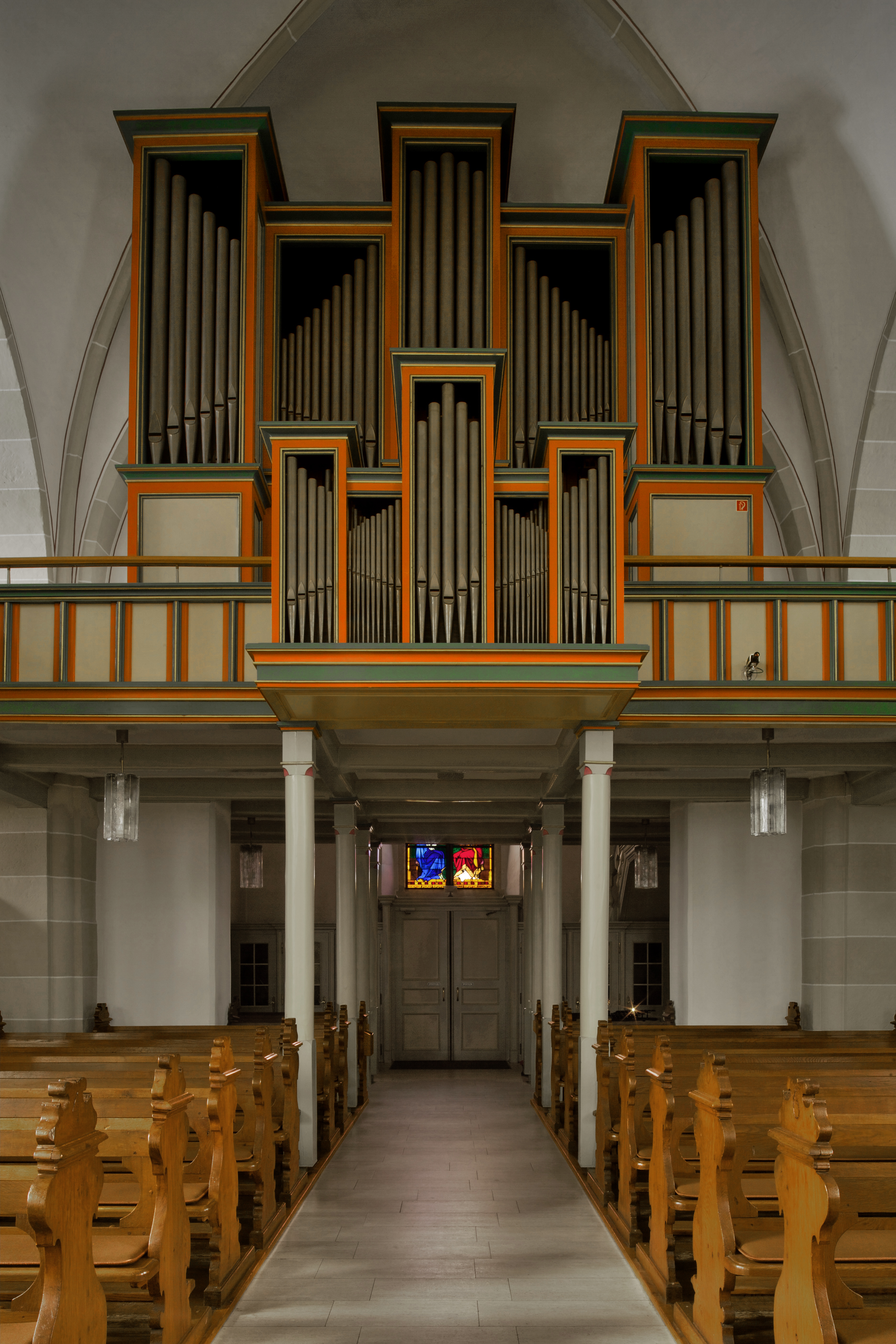
Kirchenorgel von St. Georg

Die Orgel verfügt über 2709 Pfeifen verteilt auf 39 Register. Sieben Register stammen aus dem 18. Jahrhundert, als Goswin Heilmann aus Herbern ein Instrument mit 12 Registern und angehängtem Pedal schuf. 1839 wurde ein Positiv mit sechs Registern und 1855 durch Melchior Kerstling aus Münster ein Pedalwerk mit 9 Registern ergänzt. Das Gehäuse stammt, wie die 17 jüngsten Register, aus dem Jahr 1956, als die Firma Franz Breil unter Einbeziehung der 14 erhaltenen historischen Register einen Erweiterungsumbau durchführte. Ursprünglich plante die Gemeinde eine Neuanschaffung, jedoch fehlten nach dem Zweiten Weltkrieg die Gelder um dies zu finanzieren. Der Musikwissenschaftler Rudolf Reuter spielte sie während des Eröffnungsgottesdienstes. Im Jahr 2018 wurde die Orgel für etwa 50.000 Euro restauriert. Die Disposition lautet wie folgt:
| I Hauptwerk C–f3 |       |
| Bordun           | 16′   |
| Principal        | 8′    |
| Gedackt          | 8′    |
| Octav            | 4′    |
| Hohlflöte        | 4′    |
| Quinte           | 2 ⁄3′ |
| Octav            | 2′    |
| Mixtur VI–VIII   | 1 ⁄3′ |
| Zimbel III       | 1⁄2′  |
| Trompete         | 16′   |
| Trompete         | 8′    |

| II Rückpositiv C–f3 |       |
| Gedackt             | 8′    |
| Principal           | 4′    |
| Rohrflöte           | 4′    |
| Waldflöte           | 2′    |
| Quinte              | 1 ⁄3′ |
| Sesquialtera II     |       |
| Scharff V           | 1′    |
| Dulzian             | 16′   |
| Krummhorn           | 8′    |
| Tremulant           |       |

| III Oberwerk C–f3 |        |
| Gedackt           | 8′     |
| Spitzflöte        | 4′     |
| Salizet           | 4′     |
| Blockflöte        | 2′     |
| Terz              | 1 3⁄5′ |
| Quintflöte        | 1 ⁄3′  |
| Octav             | 1′     |
| Mixtur IV         | 1 ⁄3′  |
| Rankett           | 8′     |
| Trompete          | 4′     |
| Tremulant         |        |

| Pedal C–d1      |     |
| Subbaß          | 16′ |
| Principalbaß    | 8′  |
| Octav           | 4′  |
| Quintade        | 4′  |
| Nachthorn       | 2′  |
| Hintersatz V    | 2′  |
| Pedalzimbel III | 1′  |
| Posaune         | 16′ |
| Trompete        | 8′  |

- Koppeln: II/I, I/P, II/P, III/P